# La Ley
La Ley a fost o formație chiliană de rock alternativ și new wave din Santiago de Chile (1987-2005). Membrii formației sunt:
- Beto Cuevas (1988–2005)
- Mauricio Clavería (1988–2005)
- Pedro Frugone (1994–2005)
- Rodrigo Aboitiz (1987–1991); (1994–1998)
- Luciano Rojas (1988–1999)
- Andrés Bobe (1987–1994)
- Shia Arbulu (1987–1988)
- Ivan Delgado (1988)